# Lakalaka
Lakalaka  é uma dança tradicional de Tonga, onde os dançarinos permanecem parados e fazem somente gestos com os braços. É considerada a dança nacional de Tonga e uma das Obras-primas do Patrimônio Oral e Imaterial da Humanidade. É a dança ideal em ocasiões formais, como o aniversário do rei ou da abertura de uma igreja. Essa dança já é dançada há muito tempo pelos tongoleses.

As pessoas no meio da fila da frente, na linha de divisão entre os dois sexos são conhecidos como o vāhenga (executante principal). Estas são as pessoas com o posto mais alto do grupo, muitas vezes, um príncipe ou princesa. A pessoa que é tida como a mais importante (vāhenga), seja homem ou mulher, geralmente também veste um uniforme diferente dos restantes. O outro vāhenga é, então, vestico com o mesmo que os outros artistas. As duas últimas posições, isto é nos confins da fila da frente, o fakapotu , também são reservadas para pessoas de alto escalão. A segunda posição, ao lado da vāhenga são conhecidos como tā ' ofi vāhenga e são para as próximas pessoas no ranking. As terceiras posições são preenchidas com o melhor dançarino do grupo masculino e feminino, respetivamente, a Taha Malie. Todas as outras posições podem ser colocadas conforme o desejo do mestre de dança.
É uma grande honra ser homeageado por um grupo de dança onde um príncipe ou princesa ou nobre participa como vāhenga. Isso só pode ser feito em ocasiões onde o rei é o convidado de honra, como o seu aniversário ou o centenário de uma igreja e afins. Porque todas as danças de Tonga, especialmente as mais formais, como as lakalaka são efetivamente uma deferência para com os chefes. A sociedade de Tonga é muito estratificada. Todos têm um ranking particular. A família real em cima, os chefes abaixo deles, e assim por diante. Não se pode homenagear alguém inferior na classificação social. Portanto, as pessoas mais altas na hierarquia do que o convidado de honra em uma festa particular não podem dançar. Um rei ou rainha nunca pode dançar.
As representações duram uns 30 minutos e podem chegar a reunir várias centenas de pessoas alinhadas em duas filas, com os homens à direita do público e as mulheres à esquerda. Eles fazem movimentos rápidos e enérgicos, e elas realizam passos gráceis e gestos gestos elegantes. Ambos os grupos batem palmas e cantam, muitas vezes com acompanhamento coral.
A dança lakalaka foi incluída pela UNESCO na lista representativa do Património Cultural Imaterial da Humanidade sob o título "Lakalaka, danças e discursos cantados de Tonga" em 2008.